# AV OPEN
AV OPEN（日語：AV OPEN〜あなたが決める!セルアダルトビデオ日本一決定戦〜），是日本成人影片的一項比賽。每屆會選出優秀的成人影片並給予獎勵。
創辦於2006年，由東京體育和Soft On Demand聯合舉辦。當前的正式名稱是「AV OPEN あなたが決める、アダルトビデオ日本一決定戦」，官方簡稱「AVOP」。

## 相關項目
- 成人廣播獎
- FANZA成人獎
- AV大獎賽
- AV30

## 外部連結
※以下為18禁網站
- 官方网站
- AVOPEN公式的X（前Twitter）
- YouTube上的AV OPEN頻道